# Riga domkyrka
Riga domkyrka eller Sankta Maria Domkyrka (lettiska: Rīgas doms; tyska: Dom zu Riga) är en evangelisk-luthersk domkyrka i Lettlands huvudstad Riga, belägen vid floden Daugava. Den uppfördes på 1200-talet på initiativ av biskopen Albert av Riga, och den är uppkallad efter Jungfru Maria. Byggnaden är den största medeltida kyrkan i Baltikum och en av Rigas mest kända landmärken.

## Historia
Kyrkan uppfördes först efter beslut av den livländska biskopen Albert av Riga, intill floden Daugava under tidigt 1200-tal. Byggnaden har undergått många modifieringar under senare århundraden.
Till följd av en omröstning år 1931 återtogs kyrkan i lutherdomen. Den hade dessförinnan fått agera som både romersk-katolsk och luthersk kyrka efter en röstning år 1923.
Under den sovjetiska ockupationen av Baltikum mellan åren 1939 och 1989 tvingades kyrkan stänga och gudstjänst förbjöds. Istället användes kyrkobyggnaden för konstnärer och som samlingsplats. Rigas sjöhistoriska museum och navigationscenter fanns i kyrkans södra del. Domkyrkan återöppnades för gudstjänster år 1991.